# Bad Salzdetfurth

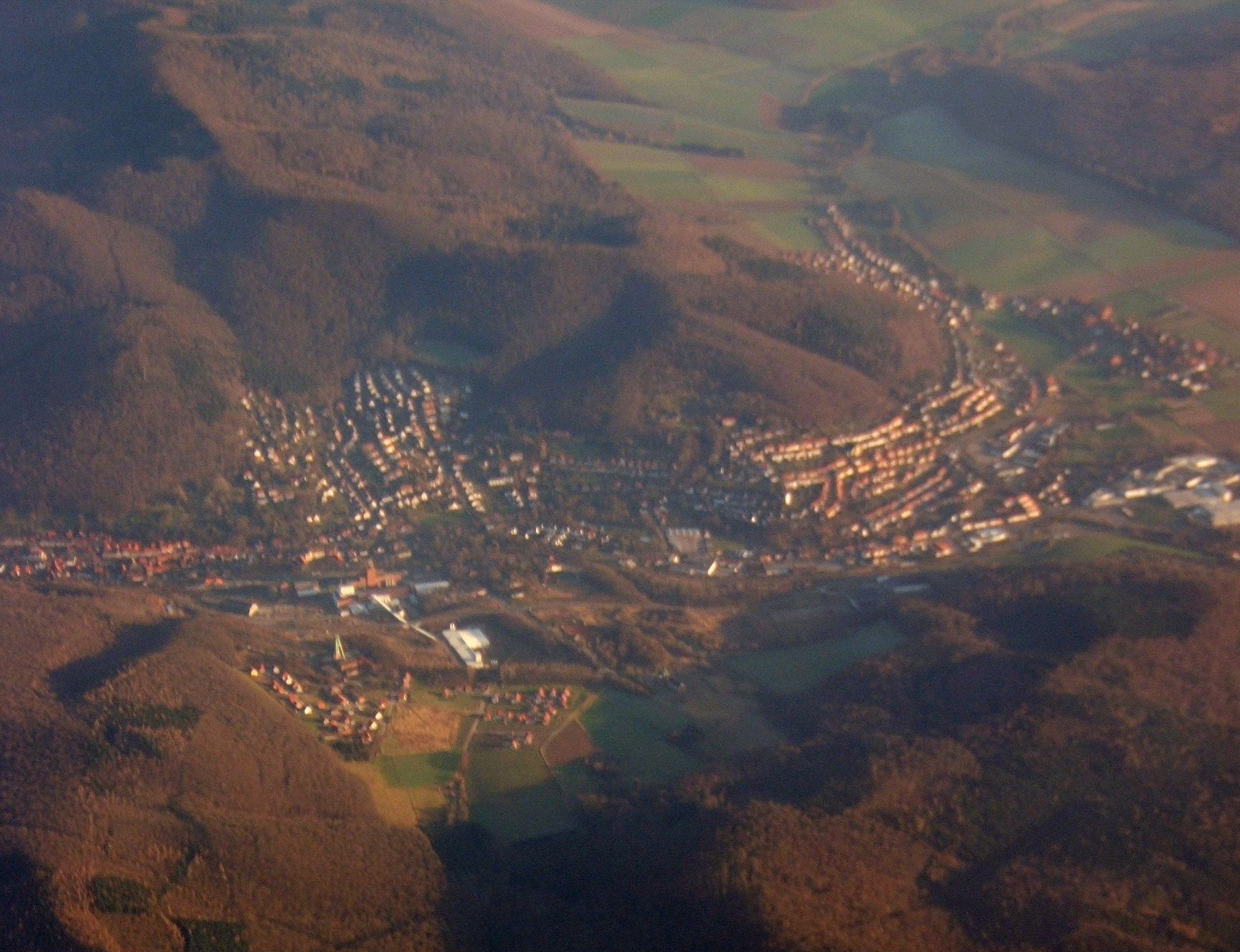
Bad Salzdetfurth aus der Luft

Bad Salzdetfurth ist eine Kleinstadt im Landkreis Hildesheim im südlichen Niedersachsen. Die Stadt ist ein regional bedeutender Erholungs-, Kur-, Klinik- und Industriestandort. Sie ist als Sole- und Moorheilbad staatlich anerkannt.
Bad Salzdetfurths Geschichte ist eng mit der Stein- und Kalisalzgewinnung verbunden. Die erste urkundliche Erwähnung der Stadt lässt sich auf das Jahr 1194 zurückführen. Die ersten Bewohner der Stadt waren aller Wahrscheinlichkeit nach Salzsieder. Die Kaliwerke Salzdetfurth AG, die älteste Vorläufergesellschaft der heutigen K+S Aktiengesellschaft, hatte von 1889 bis 1971 ihren Stammsitz in Bad Salzdetfurth. Der für die lokale Wirtschaft bedeutsame Kalibergbau wurde im Jahr 1992 eingestellt. Seit 2001 ist die Bevölkerungszahl rückläufig; in den 1990er Jahren hatte sie noch bei rund 14.500 Einwohnern gelegen.
Bad Salzdetfurth liegt etwa elf Kilometer südlich von Hildesheim. Weitere nächstgelegenen Großstädte sind Salzgitter (etwa 24 km nordöstlich), Hannover (39 km nördlich) und Braunschweig (etwa 42 km nordöstlich).

## Geografie

### Lage

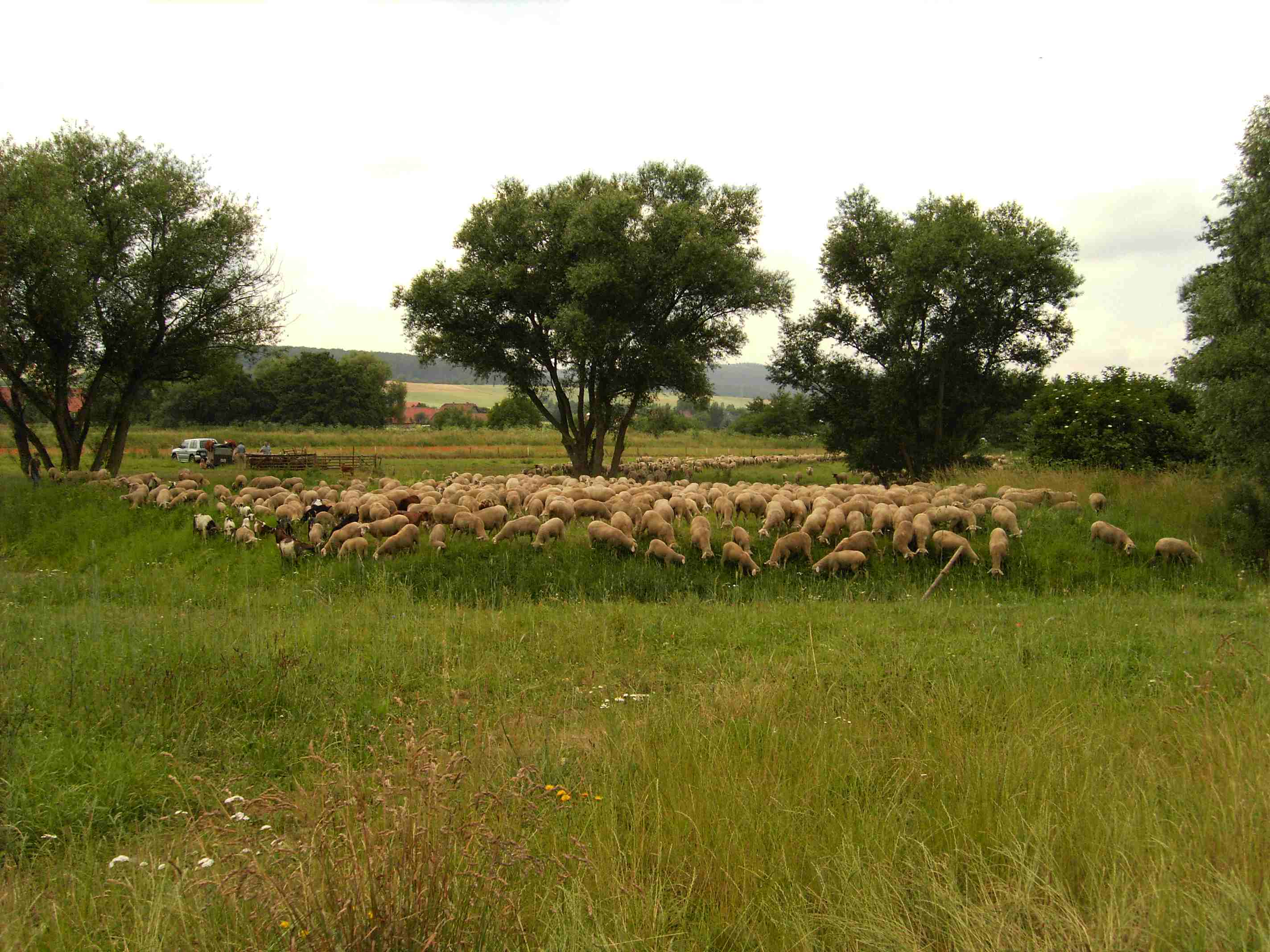
Landschaft bei Heinde

Bad Salzdetfurth liegt im Innerstebergland, einem Teilraum der Naturräumlichen Region Niedersächsisches Bergland. Das Stadtgebiet wird durch eine Vielzahl landschaftlicher Erscheinungsformen geprägt, es besteht hauptsächlich aus landwirtschaftlichen und Waldflächen, während etwa ein Sechstel des Stadtgebietes Siedlungs- und Verkehrsfläche ist. Die Stadt grenzt im Norden an die fruchtbaren und intensiv ackerbaulich genutzten Lössböden der Hildesheimer Börde, südöstlich unweit liegt der Harz.
Das Stadtgebiet ist etwa 67 Quadratkilometer groß. Die maximale Nord-Süd-Ausdehnung beträgt etwa zwölf Kilometer, die maximale Ost-West-Ausdehnung acht Kilometer.
Das Stadtgebiet wird im Norden zwischen den Ortschaften Hockeln, Listringen, Heinde, Klein Düngen und Groß Düngen sowie dem Gut Walshausen in westlicher Richtung von der Innerste durchflossen.
Die Kernstadt Bad Salzdetfurth ist in die Buchenmischwälder des Hildesheimer Waldes im Westen und der Sauberge im Osten eingebettet. Die Lamme durchfließt den Ort in nördlicher Richtung und mündet bei Groß Düngen in die Innerste.
Der höchste Berg Bad Salzdetfurths ist der Bösenberg im Salzdetfurther Wald mit 339 Metern über Normalnull. Der bewaldete Sothenberg im Osten der Stadt ist rund 235 Meter hoch. Die sogenannte Hexentreppe mit 86 Stufen und ein Fußweg verbinden ihn mit dem Ortskern.

### Stadtgliederung
Die Stadt Bad Salzdetfurth ist eine Einheitsgemeinde und besteht aus den Ortschaften:
| Ortschaft                    | Einwohner |
| ---------------------------- | --------- |
| Bad Salzdetfurth (Kernstadt) | 4913      |
| Bodenburg                    | 1823      |
| Breinum                      | 643       |
| Detfurth                     | 426       |
| Groß Düngen                  | 1158      |
| Heinde                       | 1285      |
| Hockeln                      | 179       |
| Klein Düngen                 | 391       |
| Lechstedt                    | 680       |
| Listringen                   | 172       |
| Östrum                       | 377       |
| Wehrstedt                    | 1053      |
| Wesseln                      | 854       |

### Nachbargemeinden
Bad Salzdetfurth grenzt im Uhrzeigersinn, beginnend im Nordosten, an die Gemeinde Schellerten, die Gemeinde Holle, die Stadt Bockenem, die Gemeinde Lamspringe, die Gemeinde Sibbesse, die Gemeinde Diekholzen und die Kreisstadt Hildesheim.

### Klima
Bad Salzdetfurth befindet sich in der gemäßigten Klimazone im Übergangsbereich vom maritimen Klima zum eher kontinentalen Klima. Der wärmste Monat ist der Juli mit durchschnittlich 17 °C, der kälteste Monat ist der Januar mit durchschnittlich 0 °C. Die Jahresdurchschnittstemperatur beträgt 8,6 °C. Im Laufe eines Jahres fallen durchschnittlich 700 mm Niederschlag. Diese verteilen sich über das ganze Jahr.

## Geschichte

### Erste Besiedlung, Stadtgründung und Mittelalter

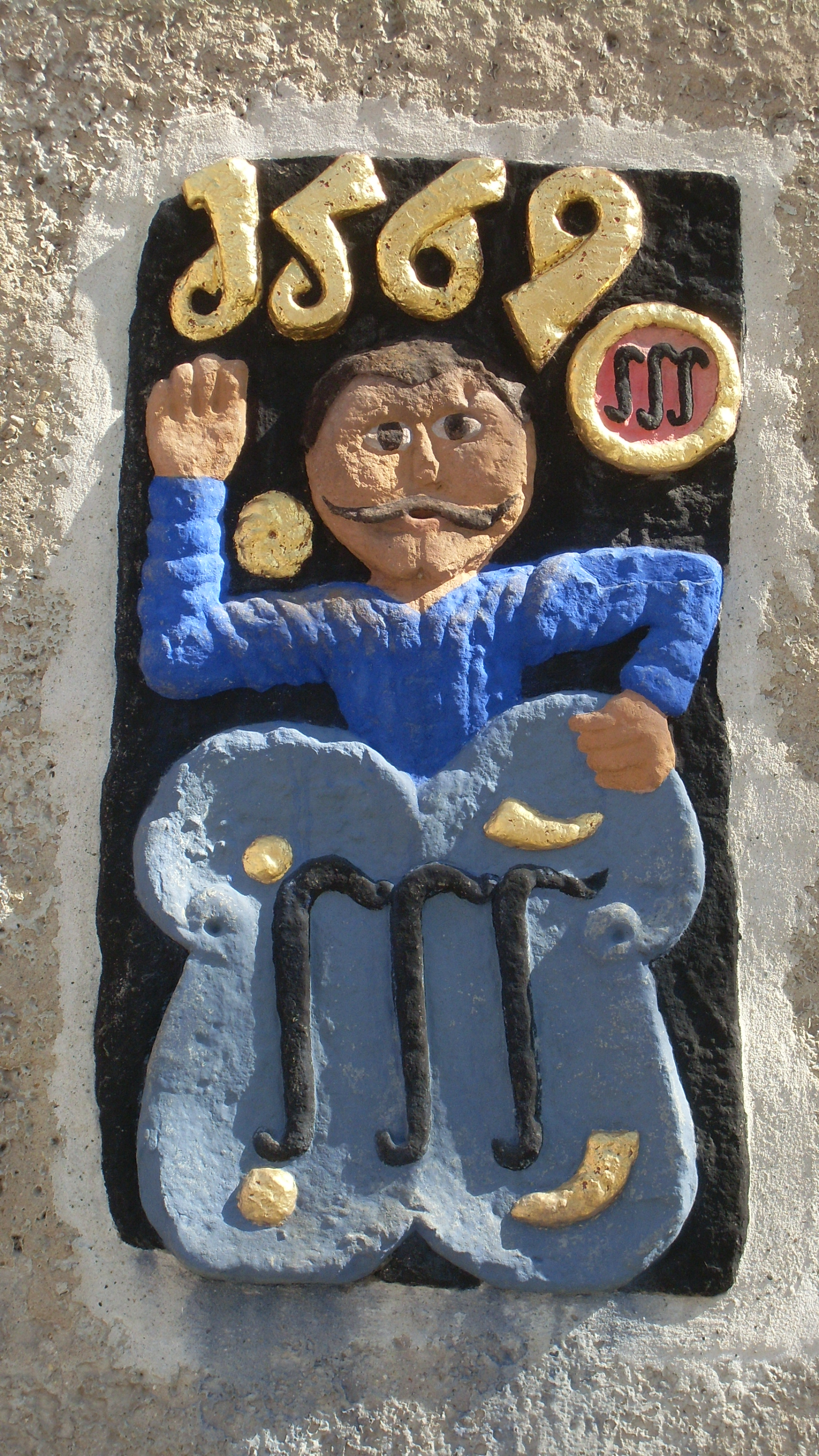
Das „Soltmänneken“ an der St. Georgskirche: Darstellung eines Geschworenen der Salzpfännergilde

Es ist wahrscheinlich, dass auf dem Gebiet des heutigen Bad Salzdetfurth bereits während der Wärmeperioden der letzten Kaltzeit die ersten Menschen lebten. Als Urzelle der Stadt wird das Land nördlich und südlich des Engpasses der Lamme angesehen. Nördlich des Lamme-Engpasses kreuzte ein alter Handelsweg in Nord-Süd-Richtung in einer Furt den Fluss. Hier entstand bereits vor der Christianisierung eine erste bäuerliche Kleinsiedlung mit dem Namen Detfurth (auch: Detvorde, Thietforde oder Detforde, von „Det“ bzw. „Thiet“, das Volk bzw. die Leute). Die günstige Verkehrslage sorgte dafür, dass hier etwa im 9. Jahrhundert ein erstes Gotteshaus errichtet wurde, das den Rang einer Archidiakonatskirche erhielt. Südlich des Lamme-Engpasses reichen die Anfänge der Ortsteile Bodenburg und Wehrstedt wohl bis ins 9. und 10. Jahrhundert zurück.
Es ist nicht bekannt, wann und von wem der Ort Bad Salzdetfurth gegründet wurde. Die lokale Sage berichtet davon, dass ein Ritter von Steinberg sich in seinen ausgedehnten Waldgebieten bei der Jagd nach einem Hirsch verirrte. Vom Durst geplagt trank er von einer Quelle, die er am Fuße der Lamme fand. Anstelle frischen Süßwassers sprudelte hier allerdings salzhaltiges Wasser (Solewasser) hervor. Nach einem augenblicklichen Unbehagen realisierte der Ritter, welcher Reichtum ihm durch diese Entdeckung erwachsen könnte. Speisesalz war zur damaligen Zeit ein begehrtes und kostbares Handelsgut. Der Ritter ließ Salzsieder kommen, die den Wald rodeten und Siedekoten mit Salzpfannen erbauten.
Das dadurch entstandene Dorf wurde zunächst als Teil des schon vorhandenen Dorfes Detfurth angesehen und als „dat Solt to Detforde“ bezeichnet. Geschichtlich belegt ist von dieser Sage lediglich, dass die Familie von Steinberg über reiche Besitzungen im Hildesheimer Land verfügte.
Die erste urkundliche Erwähnung Bad Salzdetfurths erfolgte durch den Bischof Hartbert von Hildesheim, welcher im Jahr 1214 bezeugte, dass Konrad von Steinberg im Jahr 1194 dem Benediktinerkloster Lamspringe vier Pfannen nebst dem dazugehörigen Wald bei dem bereits bestehenden Dorf „Thietforde“ für 25 Mark verkauft hat.
Bei den ersten Einwohnern Bad Salzdetfurths handelte es sich wohl um Salzsieder. Diese gewannen das Salz in eigens errichteten Salzsiedehütten bzw. Pfannstallen durch Erhitzung der Sole. Als Brennmaterial wurde das in der Umgebung reichlich vorhandene Holz verwendet. Die Salzsieder waren zunächst Leibeigene der Herren von Steinberg und erlangten erst gegen Ende des 14. Jahrhunderts mehr Freiheiten. Im Jahr 1360 gründeten sie die noch heute existierende „Salzpfännergilde“, deren Mitglieder bereits um 1400 fast alle Salzpfannen ihr eigen nennen konnten.
Bad Salzdetfurth entwickelte sich zu einem lokal bedeutenden Handels- und Umschlagplatz. Förderlich wirkte die Lage an der alten Frankfurter Heerstraße, einem bedeutenden Handelsweg, der Nord- und Süddeutschland miteinander verband und heute ungefähr dem Verlauf der Bundesstraße 243 entspricht. Die Salzträger und Fuhrleute brachten ihre Ware u. a. bis nach Hannover, Göttingen und Braunschweig.

### Frühe Neuzeit
Das 17. Jahrhundert wurde vor allem durch die zwei großen Brandkatastrophen von 1605 und 1695 überschattet, die fast alle Häuser im Ortsgebiet zerstörten. Ein Großteil der heutigen Altstadt und die St. Georgskirche wurden im Rahmen des jeweils folgenden Wiederaufbaus errichtet.
Da durch die ständige Steigerung der Salzproduktion das vorhandene Brennmaterial nicht mehr ausreichte, entschied man sich im Jahr 1746 zum Bau des ersten Gradierwerkes.
Im Jahr 1794 wurde Bad Salzdetfurth erneut von einem Großbrand heimgesucht, der einen Großteil der in der Oberstraße befindlichen Hinterhäuser vernichtete. Zudem kam es im Jahr 1814 zu einer zerstörerischen Überflutung.

### Das 19. Jahrhundert

Stammwerk der Salzdetfurth AG (heute K+S) in Bad Salzdetfurth, um 1900

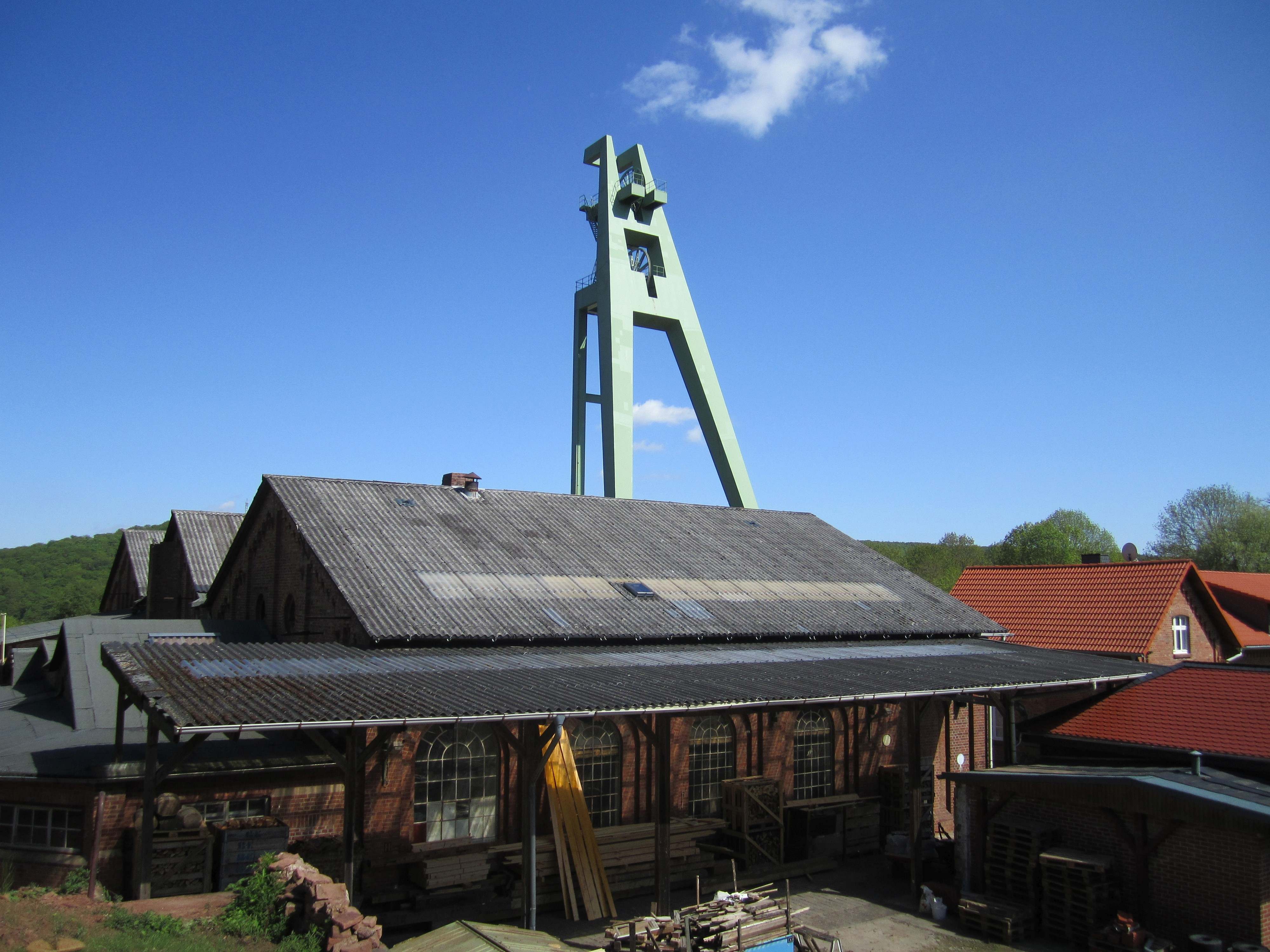
Fördergerüst Schacht I

Nach dem Ende der Napoleonischen Kriege begann der Salzabsatz zu stagnieren. Maßgeblich hierfür waren zunächst Handelshemmnisse, die aus Steuer- und Zollstreitigkeiten zwischen dem Königreich Hannover und dem neu gegründeten Herzogtum Braunschweig resultierten.
Nachdem das Königreich Hannover im Jahre 1866 von Preußen annektiert wurde, brach der Absatz des Bad Salzdetfurther Salzes deutlich ein. Bad Salzdetfurths eher ungünstige Verkehrsanbindung, die steigenden Holzpreise, die erhobene Salzsteuer und die zeitweise unterlassenen Investitionen führten zu einer mangelnden Wettbewerbsfähigkeit, insbesondere gegenüber den Salzwerken in Lüneburg und Staßfurt. Zugleich erhöhte sich infolge der Entwicklung der bergmännischen Salzgewinnung und der Aufhebung des preußischen Salzmonopols im Jahr 1868 das am Markt vorhandene Angebot.
Mit der Errichtung eines ersten Solebadehauses versuchte die Stadt, alternative Einnahmequellen zu erschließen. Am 28. Mai 1857, dem Geburtstag des damaligen Königs von Hannover Georg V., wurde der Kurbetrieb in Bad Salzdetfurth eröffnet. Die Zahl der Kurgäste wuchs in den folgenden Jahrzehnten beständig. In den 1880er Jahren wurden jährlich bereits etwa 3000 Kurgäste empfangen. Da die Gästeunterkünfte in Privathäusern nicht mehr ausreichten, wurde im Jahr 1888 ein Logierhaus, das Gildehaus, errichtet.
Der industrielle Kalibergbau erreichte Bad Salzdetfurth im letzten Jahrzehnt des 19. Jahrhunderts. Im Jahr 1891 wurde zwischen der Aktiengesellschaft für Bergbau und Tiefbohrung zu Goslar und den Grundbesitzern Bad Salzdetfurths der erste „Salzgewinnungsvertrag“ abgeschlossen. Dieser erlaubte im Gegenzug für eine Entschädigung die bergmännische Ausbeutung der Grundstücke. 1893 wurde bei einer Bohrung unterhalb der „Welfenhöhe“ in einer Tiefe von etwa 630 Metern ein erstes Kalilager entdeckt und 1896 schließlich mit den ersten Abteufarbeiten begonnen. Im Jahr 1900 wurde der Stammsitz der Aktiengesellschaft für Bergbau und Tiefbohrung zu Goslar nach Bad Salzdetfurth verlegt und das Unternehmen in „Kaliwerke Salzdetfurth AG“ umbenannt. Der Kaliabbau wuchs beständig. Im Jahr 1907 wurde etwas weiter südlich des bereits bestehenden Schachtes ein zweiter Schacht abgeteuft, im Jahr 1914 ein dritter.
Das rasche Wachstum der Kaliindustrie bescherte Bad Salzdetfurth hohe Steuereinnahmen und einen erheblichen Ausbau der Infrastruktur. Zu Beginn des Ersten Weltkrieges war das Kaliwerk längst zum größten Arbeitgeber in der Umgebung aufgestiegen. Es beschäftigte etwa 650 Mitarbeiter.
Im Ersten Weltkrieg wurden von den 2300 Einwohnern etwa 300 zum Wehrdienst einberufen. Am Ende des Krieges hatte Bad Salzdetfurth 94 Gefallene und Vermisste zu beklagen. Zudem ist davon auszugehen, dass zahlreiche Zivilisten – insbesondere im Steckrübenwinter 1916/17 – infolge von Unterernährung starben.

### Weimarer Republik und Nationalsozialismus
Durch Erlass des Preußischen Staatsministeriums wurde Bad Salzdetfurth am 10. Dezember 1921 die Zusatzbezeichnung „Bad“ verliehen. Die wirtschaftliche Lage Bad Salzdetfurths in den 1920er Jahren lässt sich als angespannt bezeichnen.
In den frühen 1930er Jahren erhielt die NSDAP auch in Bad Salzdetfurth starken Zulauf. Bei der Reichstagswahl 1933 erhielt sie im Landkreis Hildesheim etwa 29 Prozent der etwa 19.000 abgegebenen Stimmen. Nach der Machtergreifung der Nationalsozialisten begannen in Bad Salzdetfurth rege Bautätigkeiten, bei denen unter anderem auch die (inzwischen abgerissene) Jugendherberge und das Freibad errichtet wurden.
Während des Zweiten Weltkrieges war die Ernährungslage im Ort insgesamt auskömmlich. Während des Luftangriffs auf Hildesheim am 22. März 1945 schlugen Bomben vereinzelt auch in Bad Salzdetfurther Stadtgebiet ein und zerstörten unter anderem in der Göttingstraße zwei Häuser. Noch kurz vor Kriegsende wurde unter der Kreuzbergtreppe ein Bunker gebaut. Der Krieg endete in Bad Salzdetfurth mit dem Einmarsch amerikanischer Soldaten am 8. April 1945.

### Seit dem Zweiten Weltkrieg
Die Jahre nach dem Zweiten Weltkrieg wurden von einer starken Zuwanderung aus den ehemaligen Ostgebieten geprägt. Es herrschte eine große Wohnungsnot. Diese konnte erst durch eine etwa 1948 einsetzende Neubautätigkeit gemindert werden, welche insbesondere durch das Kaliwerk finanziell unterstützt wurde. Der Zustrom der Vertriebenen führte – trotz der ab 1948 sich rasch erholenden wirtschaftlichen Lage – auch in Bad Salzdetfurth zu Spannungen im sozialen Leben der Stadt.
Das Kaliwerk selbst hatte bereits im Herbst 1945 seinen Betrieb wieder aufgenommen und beschäftigte im Jahr 1948 bereits etwa 1100 Personen. Im Jahre 1948 wurde die Bad Salzdetfurther Saline stillgelegt.
Die Gemeinde Bad Salzdetfurth wurde am 1. Dezember 1949 zur Stadt erklärt. Im Jahr 1968 erfolgte die staatliche Anerkennung als Heilbad.
Seit den 1950er Jahren hielt im Kalibergbau ein erheblicher Produktivitätsschub Einzug, welcher zu einem allmählichen Arbeitsplatzabbau führte.
Am 1. März 1974 wurden infolge der Gebietsreform die Gemeinden Bodenburg (Flecken), Breinum, Detfurth, Groß Düngen, Heinde, Hockeln, Klein Düngen, Lechstedt, Listringen, Östrum, Wehrstedt und Wesseln eingegliedert.
Aus wirtschaftlichen Gründen wurde das Kaliwerk Bad Salzdetfurth – obwohl seine Vorräte noch viele Jahrzehnte gereicht hätten – im Jahr 1992 stillgelegt und der Salzabbau in Bad Salzdetfurth damit beendet. Die Geschichte der Stadt Bad Salzdetfurth ist seither von einem Strukturwandel geprägt.

### Ortsname
Frühere Ortsnamen von Salzdetfurth waren im 12. Jahrhundert Thietforde sowie in den Jahren 1207 Detvforde, 1214 Thietforde, 1305 Ditforde und 1458 Detforde. Der Ort entwickelte sich an einer Saline südlich von Detfurth und trägt deren Namen. Das Bestimmungswort zeigt heute das hochdeutsche Wort „Salz-“, in der Überlieferung niederdeutsch „solt“ und lateinisch „salinae“ für „Salzwerk, Salzlager, Saline“. Der ältere Name Detfurth ist eine Zusammensetzung, in deren Grundwort heute hochdeutsch „-furt“, zunächst aber mittelniederdeutsch „ford“ für „Furt, Übergang“, vorliegt. Damit beschrieb man hier offenbar „einen allgemein benutzten Flussübergang oder eine große, beliebte Furt“.

## Bevölkerung

### Einwohnerentwicklung
Die Bevölkerung Bad Salzdetfurths entwickelte sich von 1890 bis 1970 gemäß den Volkszählungsergebnissen folgendermaßen:
| Jahr | Einwohner |
| ---- | --------- |
| 1890 | 0835      |
| 1900 | 1875      |
| 1933 | 2737      |
| 1947 | 5218      |
| 1953 | 6271      |
| 1961 | 6736      |
| 1970 | 6264      |

Einwohnerentwicklung von Bad Salzdetfurth von 1890 bis 2017. Rot vor, blau nach Eingemeindungen

Eine Verdopplung der Einwohnerzahl erfolgte sowohl nach der Ansiedlung des industriellen Kalibergbaus von 1890 bis 1900 als auch durch den Zuzug aus den ehemaligen Ostgebieten in den Jahren 1945 bis 1953. Alleine aus Schlesien strömten zu jener Zeit etwa 1.400 Vertriebene in den Ort. Ortsvertriebene stellten nach dem Zweiten Weltkrieg die Bevölkerungsmehrheit in Bad Salzdetfurth.
Nach der Eingemeindung der umliegenden Ortschaften im Jahr 1974 hat sich die Bevölkerung wie folgt entwickelt:
| Jahr | Einwohner |
| ---- | --------- |
| 1961 | 014.528   |
| 1970 | 014.683   |
| 1974 | 14.559    |
| 1975 | 14.427    |
| 1976 | 14.249    |
| 1977 | 14.131    |
| 1978 | 14.138    |
| 1979 | 14.119    |
| 1980 | 14.017    |
| 1981 | 13.969    |

| Jahr | Einwohner |
| ---- | --------- |
| 1982 | 13.881    |
| 1983 | 13.875    |
| 1984 | 13.703    |
| 1985 | 13.644    |
| 1986 | 13.583    |
| 1987 | 13.633    |
| 1988 | 13.602    |
| 1989 | 13.757    |
| 1990 | 13.959    |
| 1991 | 14.034    |

| Jahr | Einwohner |
| ---- | --------- |
| 1992 | 14.011    |
| 1993 | 14.026    |
| 1994 | 13.986    |
| 1995 | 14.188    |
| 1996 | 14.309    |
| 1997 | 14.352    |
| 1998 | 14.462    |
| 1999 | 14.475    |
| 2000 | 14.479    |
| 2001 | 14.528    |

| Jahr | Einwohner |
| ---- | --------- |
| 2002 | 14.527    |
| 2003 | 14.437    |
| 2004 | 14.425    |
| 2005 | 14.336    |
| 2006 | 14.208    |
| 2007 | 14.040    |
| 2008 | 13.832    |
| 2009 | 13.773    |
| 2010 | 13.616    |
| 2011 | 13.334    |

| Jahr | Einwohner |
| ---- | --------- |
| 2012 | 13.229    |
| 2013 | 13.214    |
| 2014 | 13.287    |
| 2015 | 13.269    |
| 2016 | 13.281    |
| 2017 | 13.177    |
| 2018 | 13.145    |

1. 1 2  Volkszählungsergebnisse der Stadt Salzdetfurth einschließlich der im Jahr 1974 eingegliederten ehemaligen Gemeinden.

Bad Salzdetfurth ist eine schrumpfende Stadt. Der erzielte Wanderungsgewinn (37 Personen im Jahr 2011) reicht nicht aus, um das strukturelle Geburtendefizit (129 Personen, 2011) auszugleichen. Die Bevölkerung hat in den letzten fünf Jahren (2006–2011) um etwa 4,8 % und in den letzten zehn Jahren (2001–2011) um rund 6,9 % abgenommen.
Die Bertelsmann Stiftung prognostiziert für das Jahr 2030 einen Rückgang der Bevölkerung um weitere 12,8 % (Basis: 2009) und ein auf 51,5 Jahre ansteigendes Durchschnittsalter.

### Bevölkerungsstruktur
Im Jahr 2012 zählte Bad Salzdetfurth 6850 weibliche und 6570 männliche Einwohner. Die Ausländerquote beträgt etwa 4,9 %. Das Durchschnittsalter liegt bei etwa 46,0 Jahren.

## Politik

### Rat
Der Rat der Stadt Bad Salzdetfurth setzt sich aus insgesamt 30 Ratsfrauen und -herren zusammen. Dies ist die festgelegte Anzahl für eine Gemeinde mit einer Einwohnerzahl zwischen 12.001 und 15.000 Einwohnern. Die aktuelle Amtszeit beginnt am 1. November 2021 und endet am 31. Oktober 2026.
Stimmberechtigt im Rat der Stadt ist außerdem der hauptamtliche Bürgermeister.
Seit den Kommunalwahlen vom 12. September 2021 besteht im Rat der Stadt Bad Salzdetfurth die folgende Sitzverteilung (Veränderungen zu 2016):
- SPD: 11 Sitze (−2)
- CDU: 7 Sitze (−4)
- Grüne: 3 Sitze (±0)
- FDP: 1 Sitz (±0)
- Linke: 1 Sitz (±0)
- verschiedene Wählergemeinschaften (WG): 7 Sitze (+6)

### Bürgermeister
Hauptamtlicher Bürgermeister der Stadt Bad Salzdetfurth ist der parteilose Björn Gryschka. In der Stichwahl am 6. Januar 2019 setzte er sich mit 53,9 % der abgegebenen gültigen Stimmen gegen den Kandidaten der SPD Christian Wenzel durch, die Wahlbeteiligung lag bei 47,4 %. Gryschka ist damit seit 1949 der erste Bürgermeister von Bad Salzdetfurth, der nicht der SPD angehört.

### Ortsräte
Gemäß NKomVG hat die Stadt Bad Salzdetfurth die Ortschaften Bad Salzdetfurth (Kernstadt), Bodenburg, Breinum, Detfurth, Groß Düngen, Heinde, Klein Düngen, Lechstedt, Östrum, Wehrstedt und Wesseln gebildet, die durch Ortsräte mit jeweils zwischen fünf und sieben Mitgliedern vertreten werden. In den Ortschaften Hockeln und Listringen werden Ortsvorsteher bestellt.
Im Ortsrat Bad Salzdetfurth besteht seit den Kommunalwahlen 2021 folgende Sitzverteilung (Veränderungen zu 2016):
- SPD: 3 Sitze (±0)
- CDU: 1 Sitz (−2)
- Grüne: 1 Sitz (±0)
- Wgem. unser Bad Salzdetfurth - logisch!: 2 Sitze (+2)

### Wappen
| Wappen von Bad Salzdetfurth | Blasonierung: „Das Wappen der Stadt Bad Salzdetfurth zeigt ein von zwei Salzpfännern gestütztes Wappenschild, das auf rotem Untergrund drei silberne Salzhaken hat.“               |
| Wappen von Bad Salzdetfurth | Wappenbegründung: Die erste Verwendung eines Siegels, welches drei Salzhaken abbildet, geht bis ins 14. Jahrhundert zurück und nimmt Bezug auf die mittelalterliche Salzgewinnung. |

### Flagge
Die Stadt führt eine Flagge in den Farben grün-weiß-grün.

### Städtepartnerschaften
Die Stadt Bad Salzdetfurth unterhält mit folgenden Städten eine Städtepartnerschaft:
|  | Benicàssim, Spanien, seit 1986          |
|  | Bochnia, Polen                          |
|  | Kelbra, Deutschland, seit 1991          |
|  | Yate, Vereinigtes Königreich, seit 1985 |

## Kultur und Sehenswürdigkeiten

### Bauwerke

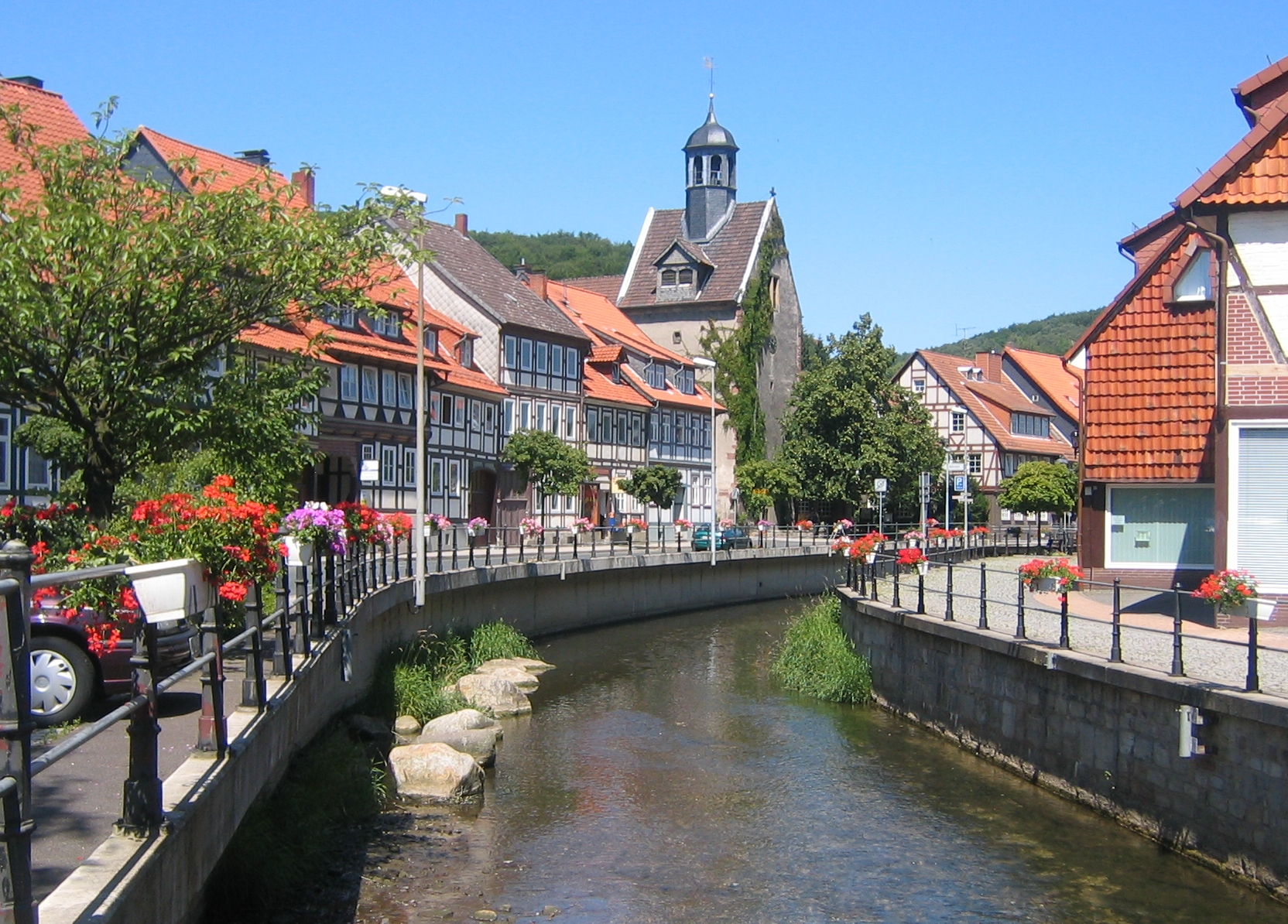
Altstadt von Bad Salzdetfurth

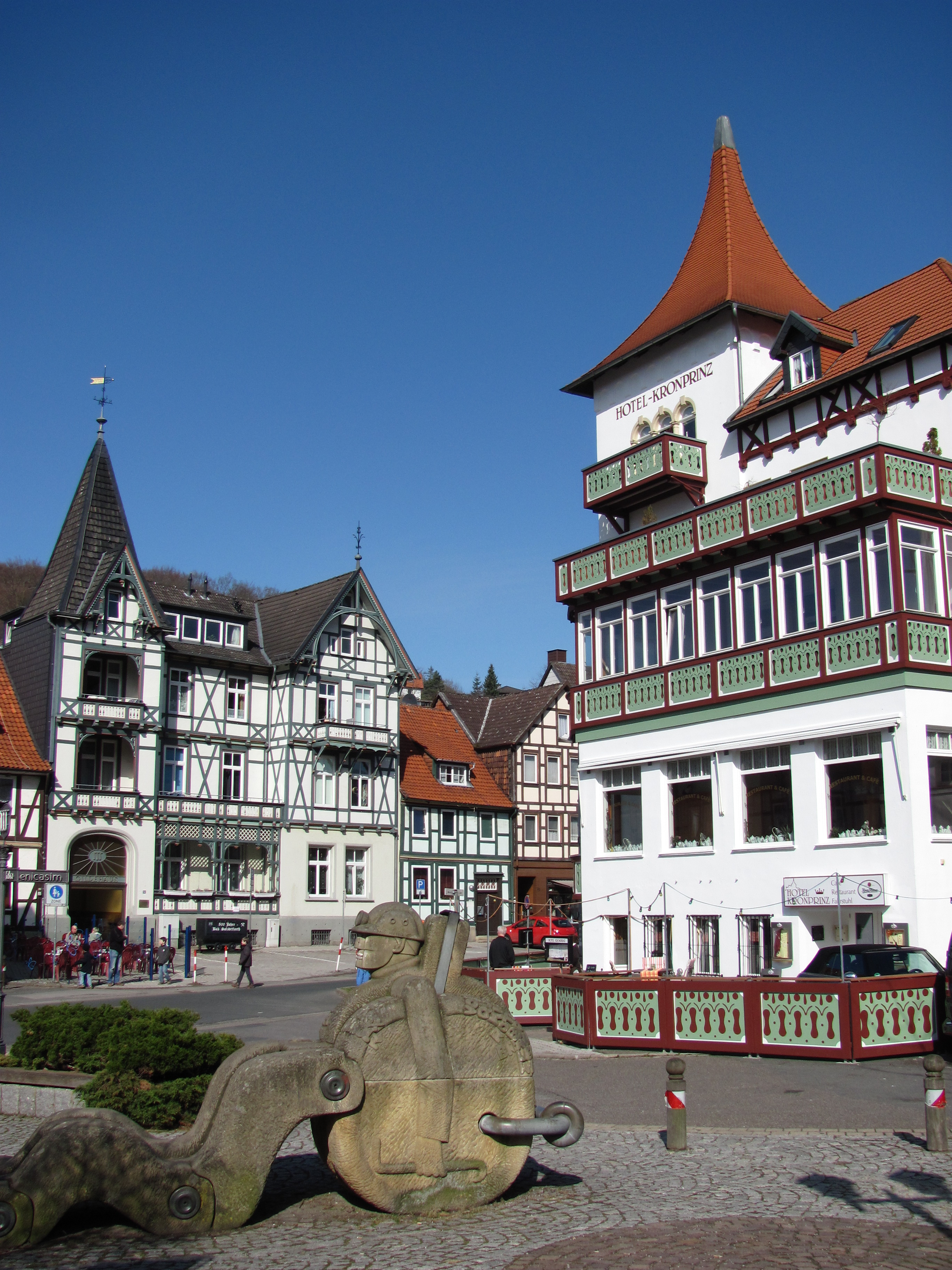
Blick auf das Gildehaus und das Hotel Kronprinz

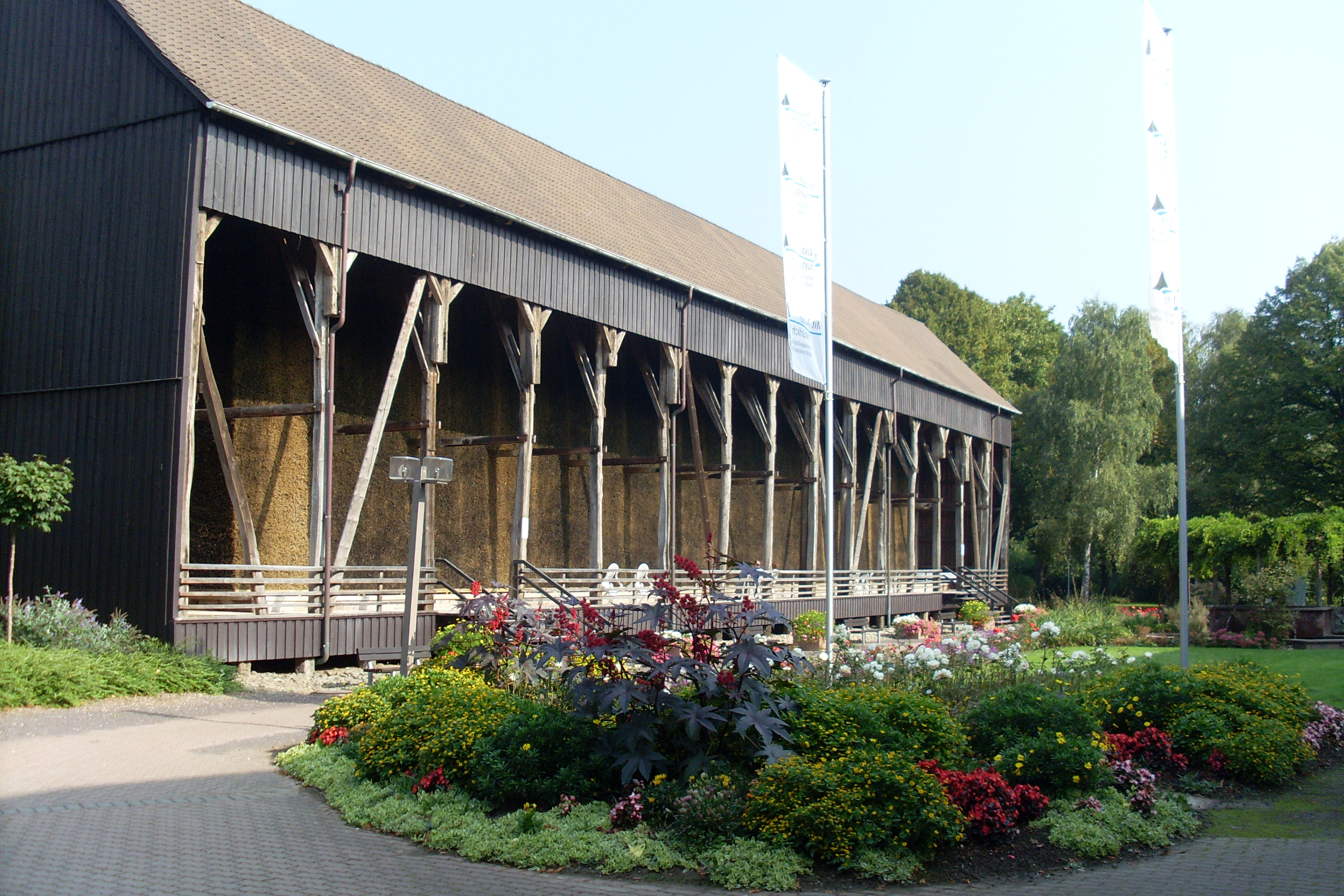
Eines der zwei Gradierwerke im Kurpark

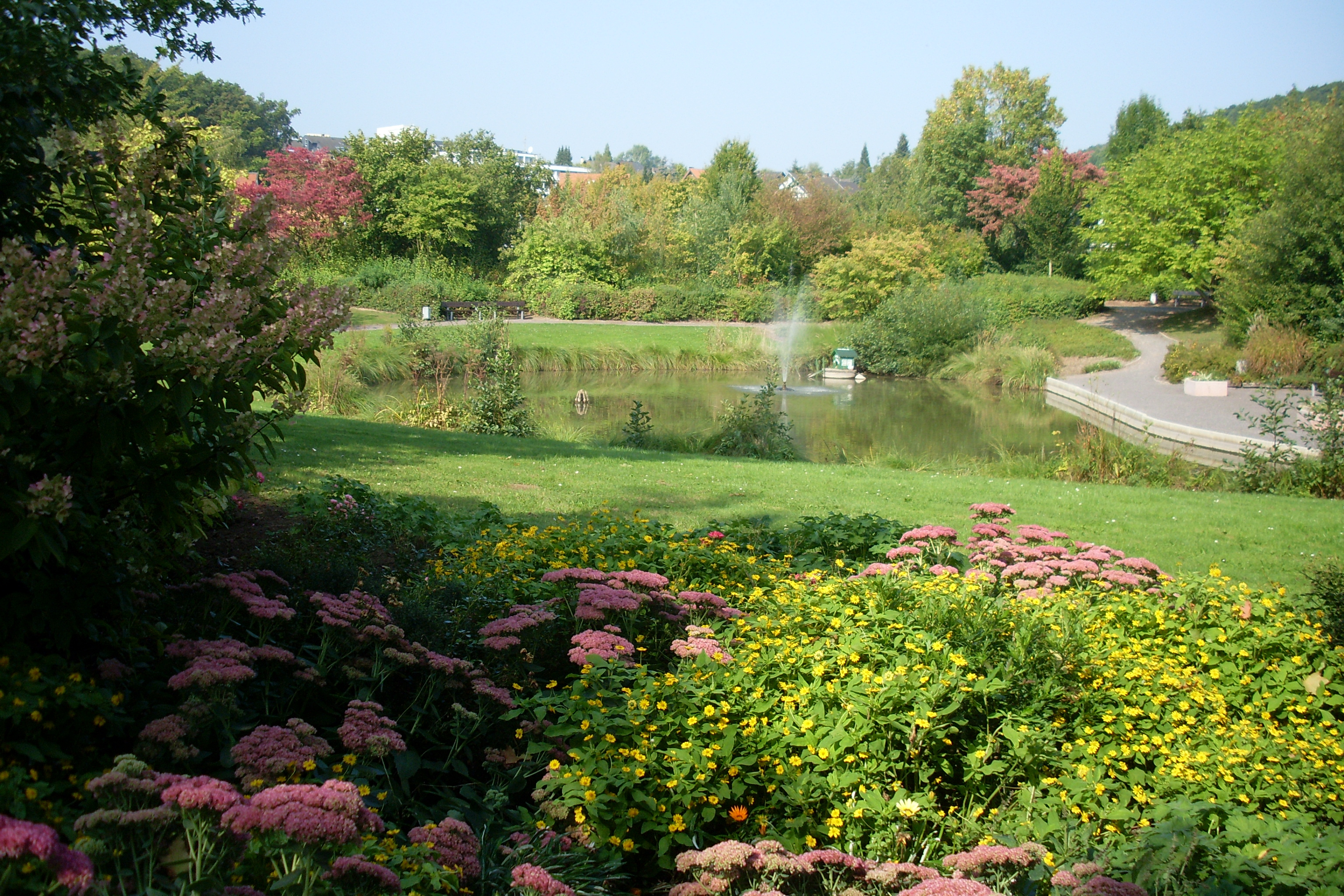
Blick in den nördlichen Teil des Kurparks

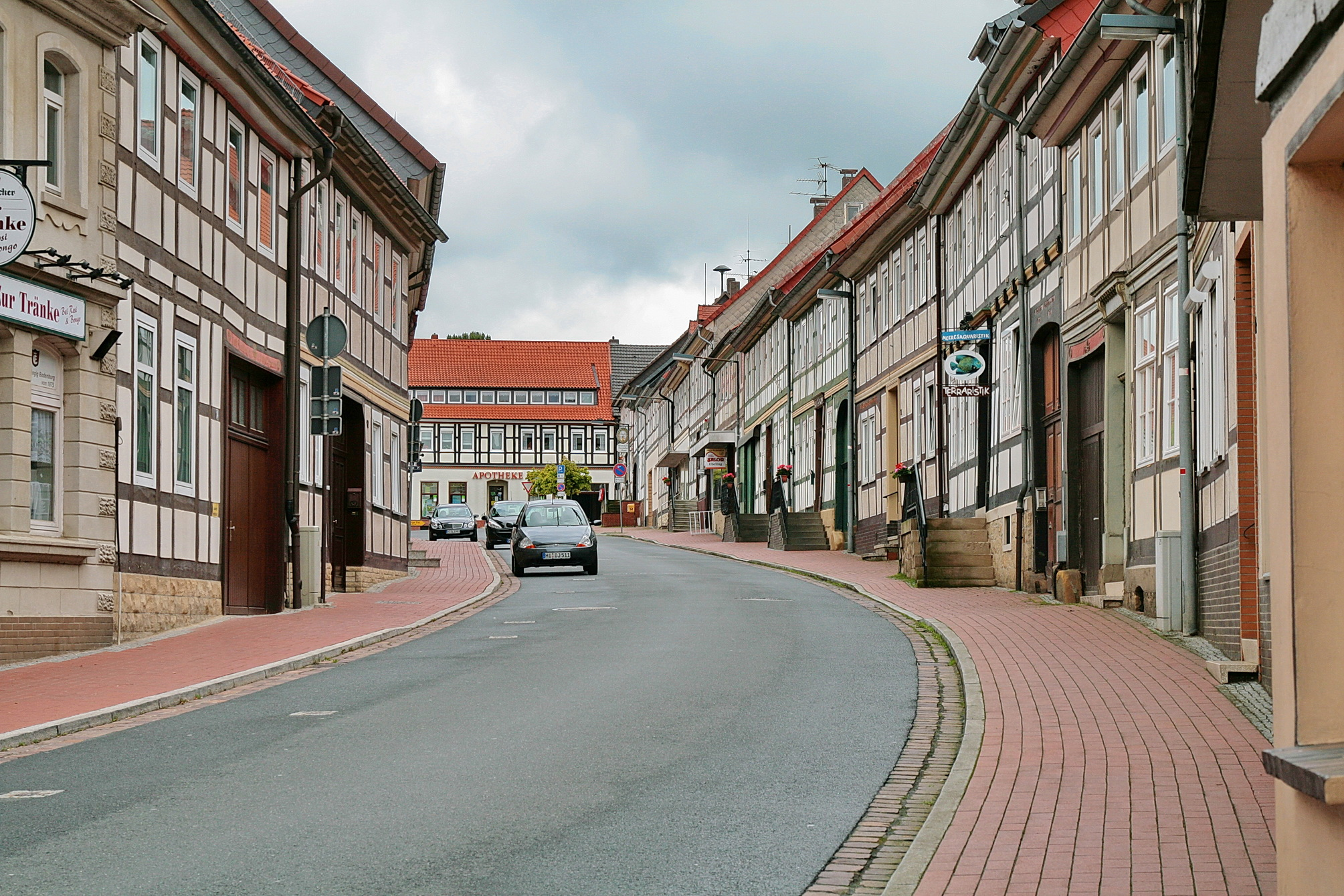
Fachwerkhäuser in Bodenburg

In der historischen Altstadt befinden sich zahlreiche, teilweise bereits im 17. Jahrhundert errichtete, Fachwerkhäuser. Viele von ihnen weisen Hausinschriften auf, die neben dem Namen des ersten Eigentümers und des Erbauungsjahres oftmals auch einen Spruch enthalten. Das älteste Gebäude in der Altstadt ist die nach dem Brand von 1605 wieder aufgebaute und von den späteren Feuern verschont gebliebene Steinbergsche Mühle in der Mühlenstraße. Das im Jahre 1888 als Logierhaus errichtete Gildehaus und das 1898/99 erbaute Hotel Kronprinz gehören zu den bekanntesten Gebäuden der Stadt.
Die evangelische St.-Georgs-Kirche wurde nach Zerstörung durch die Brandkatastrophe von 1695 im gotischen Stil wiederaufgebaut. An ihrer Außenfassade ist das Wahrzeichen von Bad Salzdetfurth, ein steinernes Relief des „Soltmänneken“, angebracht. Es stellt einen Geschworenen der Salzpfännergilde bei der Leistung eines Eides dar. Jeden Tag um 12:55 Uhr und um 18:55 Uhr erklingt ein Glockenspiel mit den Liedern „Glück auf, Glück auf, der Steiger kommt“ und „Großer Gott wir loben dich“.
Die ebenfalls evangelische Martin-Luther-Kirche liegt etwas erhöht in der Martin-Luther-Straße. Sie wurde 1954 geweiht. Die katholische Kirche Heilige Familie wurde 1961 oberhalb der Elsa-Brandström-Straße errichtet.
Auf dem Gertrudenberg oberhalb der Stadt wurde die katholische Schönstattkapelle erbaut. Sie ist eine Nachbildung der Kapelle in Schönstatt und wurde im Jahr 1977 von Bischof Heinrich Maria Janssen geweiht. Das Gebäude neben der Kapelle, Haus Gertrudenberg, wurde ursprünglich als Müttererholungsheim errichtet. Seit dem Jahr 2011 dient es als Wohnheim für geistig behinderte Erwachsene und gehört zur Heimstatt Röderhof.
Im Kurpark befinden sich zwei Gradierwerke, die etwa in der Mitte des 18. Jahrhunderts errichtet wurden und noch heute betrieben werden. Bundesweit gibt es etwa nur noch 30 in Betrieb befindliche Gradierwerke.
Die Stadt besitzt zwei Aussichtstürme. Der 1956 errichtete Kabus-Turm ist ein 17 Meter hoher Aussichtsturm auf der Welfenhöhe. Der Adolf-Stoffregen-Turm, genannt nach dem früheren Bürgermeister von Bad Salzdetfurth, wurde 1982 unweit nordwestlich der Stadt auf der auch Burgberg genannten Emilienhöhe errichtet und bietet von der auf 21 Meter Höhe liegenden Aussichtsplattform einen guten Blick über die Stadt. Bei einer im Jahr 2016 erfolgten Sanierung wurde der 22 Meter hohe Turm mit einer Aussichtsplattform aus Metall versehen.
Im Kulturbahnhof Bad Salzdetfurth ist seit dem Jahr 2005 die Stadtbücherei untergebracht.
Im Ortsteil Bodenburg befindet sich das Schloss Bodenburg, eine einstige Grafenburg, deren Ursprünge bis ins 10. Jahrhundert zurückreichen.
Die Lavesbrücke überspannt seit dem Jahr 2005 bei Groß Düngen für Fußgänger und Radfahrer die Innerste.

### Museen und Galerien
Im „Stadthistorischen Museum, Salz- und Kali-Bergbaumuseum Bad Salzdetfurth“ ist eine Dauerausstellung zur Stadthistorie, zur Geschichte des 1992 eingestellten Kalibergbaus in Bad Salzdetfurth, eine Mineralien- und Gesteinssammlung sowie eine Heimatkundliche Abteilung untergebracht.
Der im Jahr 1991 gegründete Kunstverein Bad Salzdetfurth veranstaltet seit dem Jahr 1998 im Kunstgebäude des Schlosses Bodenburg (im Volksmund auch „Bullenstall“) Gruppenausstellungen mit Werken von Künstlerinnen und Künstlern aus ganz Europa.

### Sport
Bad Salzdetfurth hat sich in den letzten Jahren den Ruf einer Sportstadt erworben.

#### Tennis
Im Ortsteil Detfurth befindet sich seit dem Jahr 1981 die Geschäftsstelle und das Landesausbildungs- und Leistungszentrum des Niedersächsischen Tennisverbandes (NTV) mit drei Hallen- und vier Außenplätzen.

#### Mountainbike
Im letzten Jahrzehnt hat sich Bad Salzdetfurth zu einem der deutschen Zentren für den Mountainbike-Sport entwickelt. Die Stadt ist einmal im Jahr Gastgeber von national bedeutsamen Mountainbike-Rennen. So war Bad Salzdetfurth bereits Ausrichter der Deutschen Meisterschaften im olympischen Cross Country, des Finales der Internationalen Mountainbike-Bundesliga und der Deutschen Hobbymeisterschaften. Die Rennen ziehen regelmäßig mehrere tausend Zuschauer an. Zudem gibt es in Bad Salzdetfurth seit dem Jahr 2012 einen etwa 5 ha großen Bike-Park.

#### Golf

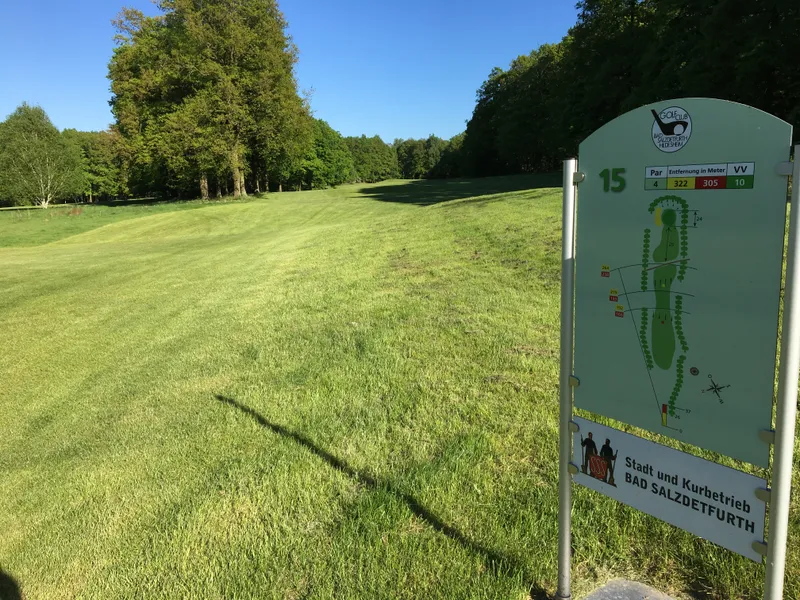
Golfplatz Bad Salzdetfurth

Der Golf-Club Bad Salzdetfurth Hildesheim e. V. verfügt auf ca. 86 ha über einen 18-Loch-Meisterschaftsplatz. Der Platz besteht aus zwei sehr unterschiedlichen Bereichen. Die ersten neun Bahnen entsprechen einem hügeligen „Parkland Course“, während die zweiten neun Löcher inmitten eines alten Waldgebietes liegen. Auch verfügt der Club über 25 Abschläge auf der Driving Range, einen Kurzplatz (mit Chipping-Greens) wie auch einen Übungsleiter-Putting-Platz.
Im September findet das Master-Turnier auf dem Golfplatz statt. Zudem befindet sich im Kurpark eine im Jahr 2012 eröffnete Adventure-Golf-Anlage.

#### Segelflug
Auf dem Steinberg bei Wesseln befindet sich das Segelfluggelände Steinberg bei Wesseln. In der Saison von April bis Oktober findet dort an den Wochenenden Segelflugbetrieb statt.

#### Schwimmbäder

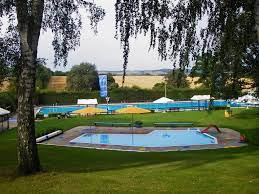
Freies Bad Bodenburg

In der Sole-Therme im Ortsteil Detfurth kann in etwa 33 Grad warmen Wasser mit dreiprozentigem Solegehalt geschwommen werden. Es gibt ein ganzjährig betriebenes Außen- sowie ein Innenbecken.
Ein beheiztes Freibad existiert im Ortsteil Bad Salzdetfurth.
Im Jahr 2002 gründete sich das Freie Bad Bodenburg zum Erhalt des Bades in Bodenburg. Das Bad wird gemeinnützig geführt und überzeugt durch sein kombiniertes Nichtschwimmer-/ Schwimmerbecken und ein Kinderbecken.

### Regelmäßige Veranstaltungen
Auf dem Marktplatz findet freitags ein Wochenmarkt statt.
- Januar/Februar
  - Karnevalsumzüge in den Dörfern Bodenburg und Wehrstedt. Ausrichter sind Musikzüge der Freiwilligen Feuerwehren.
- März/April
  - Osterfeuer in den Dörfern. Veranstalter sind meist die Freiwilligen Feuerwehren und Vereine.
- Mai/Juni
  - Maifeiern in den Dörfern
  - Anfang Mai eröffnet das Freibad Bad Salzdetfurth.
  - Christi Himmelfahrt Festival im Maiental/Östrum
  - Ende Mai/Anfang Juni eröffnet das Freibad Bodenburg.
  - Am ersten Juni-Wochenende findet das Altstadtfest in Bad Salzdetfurth statt.
  - Open-Air-Konzerte „Freitags neunzehn-dreißig“ auf dem Marktplatz in Bad Salzdetfurth
  - Kurkonzerte im Kurpark Bad Saldzefturth
- Juli/August
  - Teichrock Festival im Kurpark
  - Spektakel im Kurpark
  - verschiedene Veranstaltungen auf dem Mountainbike Park (wie etwa Cyclo-Cross-Meisterschaft)
  - Kurkonzerte im Kurpark Bad Salzdetfurth
  - Schüler-Ferienaktionen im Stadtgebiet
  - Open-Air-Festival im Freibad Bodenburg
- September/Oktober
  - Kurkonzerte im Kurpark Bad Salzdetfurth
  - Kartoffelfest Bodenburg
  - Master-Turnier auf dem Golfplatz Bad Salzdetfurth
  - Erntedank Markt Groß Düngen
  - Oktoberfest der Freiwilligen Feuerwehr in Bodenburg
- November/Dezember
  - Weihnachtsmärkte in Bad Salzdetfurth, Groß Düngen und Bodenburg

## Wirtschaft und Infrastruktur

### Kennzahlen
Im Jahr 2021 waren etwa 3.402 Personen am Arbeitsort Bad Salzdetfurth beschäftigt. Von diesen waren etwa 42 Prozent im Produzierenden Gewerbe, 38 Prozent in der „Erbringung von Sonstigen Dienstleistungen“ und 19 Prozent in den Bereichen „Handel, Verkehr und Lagerei, Gastgewerbe“ tätig. Lediglich 0,3 Prozent der Beschäftigten verdienten ihr Einkommen in der „Land- und Forstwirtschaft sowie Fischerei“.
Die Kaufkraft je Einwohner liegt mit 18.604 Euro (2011, Stadt Hildesheim: 19.449 Euro) unter dem bundesweiten Durchschnitt. Die Kaufkraftkennziffer ist 93,0 (Stadt Hildesheim: 97,2, bundesweiter Durchschnitt: 100).
Die Arbeitslosenquote betrug im Jahr 2022 rund 6,4 Prozent (Landkreis Hildesheim: 5,8 Prozent). Der Gewerbesteuer-Hebesatz beträgt 400 Prozent.

### Ansässige Unternehmen
Auf dem Gelände des ehemaligen Fuba-Werkes befindet sich heute das Gewerbegebiet TecCenter Bad Salzdetfurth. Hier haben sich seit dem Jahr 2003 ca. 20 Unternehmen der Kommunikations-, Automotive- und Dienstleistungsbranche mit rund 1.800 Mitarbeitern angesiedelt.
Im Ortsteil Detfurth befindet sich die Salze Klinik. Die Fachabteilungen für Orthopädie und Psychosomatik (ehemalige Salze Klinik II) werden von der Lielje-Gruppe betrieben, die Fachabteilungen für Akut-Geriatrie, geriatrische Rehabilitation, kardiologische und orthopädische von der Rhön-Klinikum AG. Insgesamt sind an der Salze Klinik etwa 250 Mitarbeiter beschäftigt.
Die K+S Aktiengesellschaft ist weiterhin mit etwa 115 Mitarbeitern am Standort Bad Salzdetfurth vertreten. Die vorhandenen Anlagen des stillgelegten Kaliwerks werden weiterhin verwendet, um für das Unternehmen Mars Deutschland Katzenstreuprodukte für den deutschen und europäischen Markt zu granulieren.
Die Kurbetriebsgesellschaft Bad Salzdetfurth weist eine Stammbelegschaft von ca. 50 Mitarbeitern auf.

### Verkehr

#### Straße
Das Stadtgebiet ist über die Anschlussstellen Raststätte „Hildesheimer Börde“ und „Bockenem“ an die Bundesautobahn A 7 angebunden. Die Bundesstraße 243 (Hildesheim–Nordhausen) durchquert Bad Salzdetfurth in nordwestlich-südöstlicher Richtung. Nahe der Stadt verlaufen die Bundesautobahn A 39 und die Bundesstraße 6.
Die Anbindung des Hauptortes an das überörtliche Straßennetz erfolgt über die Landesstraße 490 (Wesseln–Sehlem).

#### Schiene

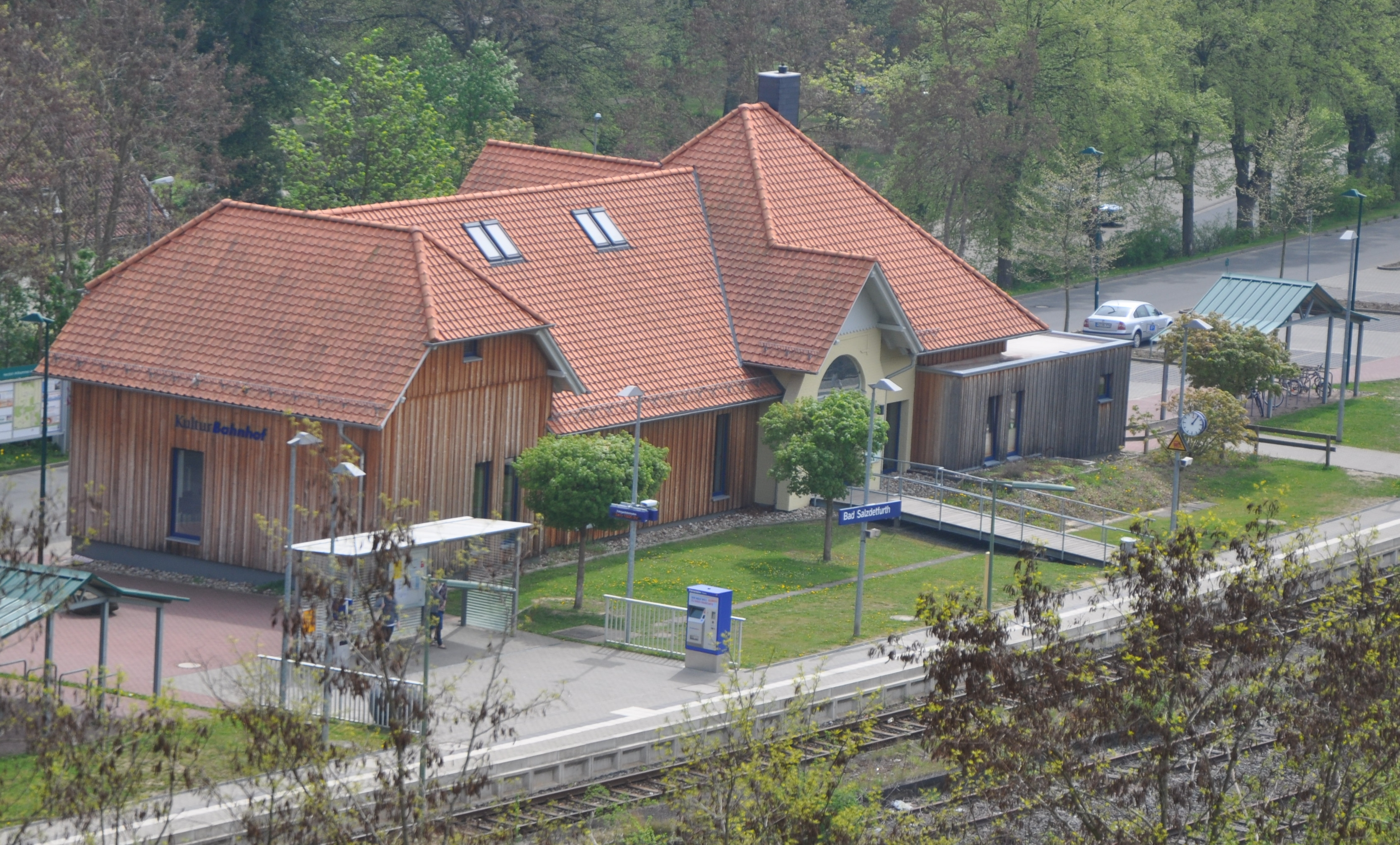
Kulturbahnhof Bad Salzdetfurth

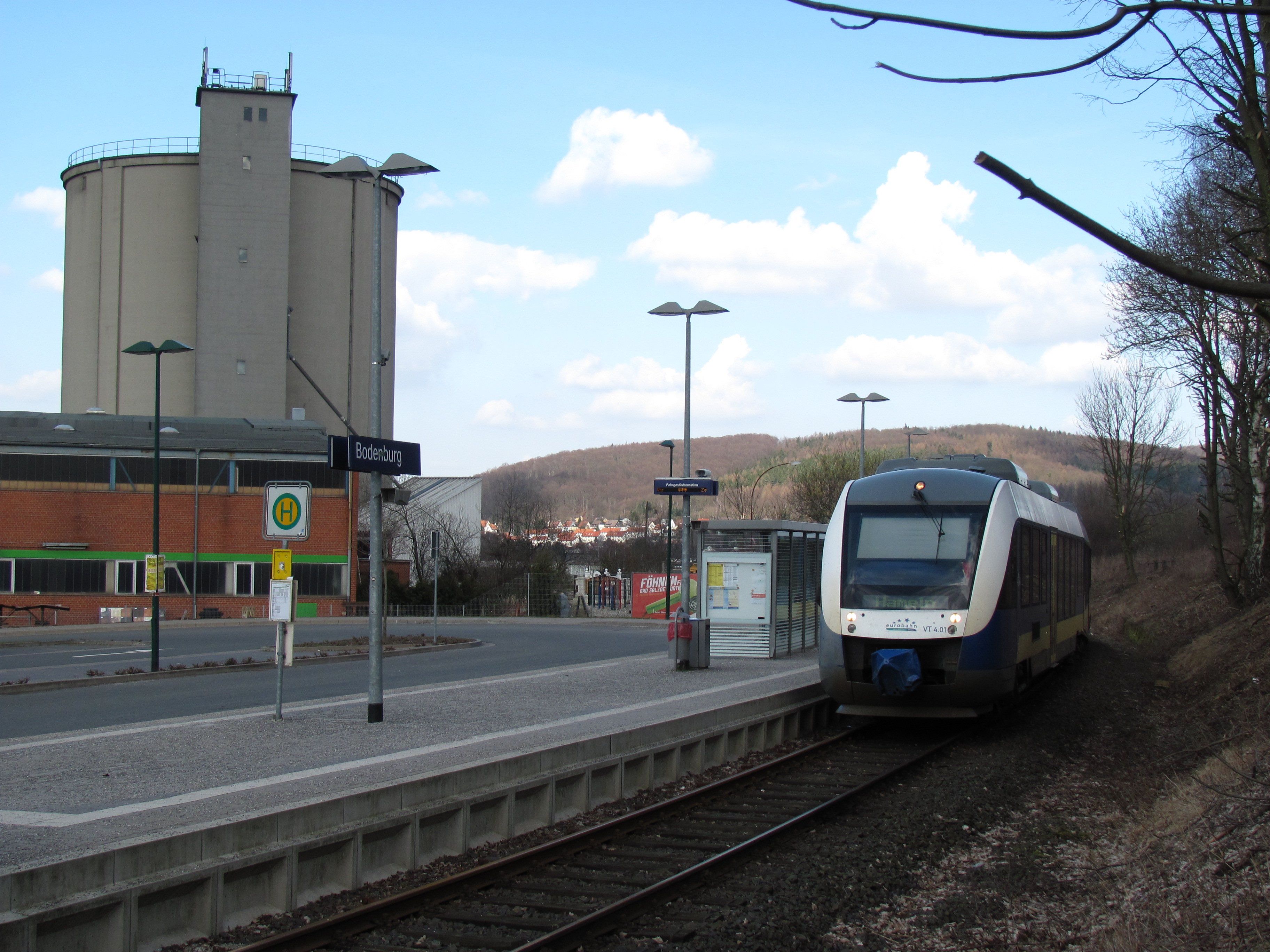
Haltepunkt Bodenburg

Das Stadtgebiet wird von der Hauptbahnstrecke Hildesheim–Goslar durchzogen. Von dieser zweigt östlich von Groß Düngen die im Jahre 1901 eröffnete Lammetalbahn ab. Durch diese Nebenbahnstrecke werden auch die Haltepunkte Wesseln, Bad Salzdetfurth Solebad, Bad Salzdetfurth und Bodenburg an Hildesheim angeschlossen. Bis auf den Bahnhof Groß Düngen wurden sämtliche im Stadtgebiet liegende Stationen in den Jahren 2001–2003 einer umfassenden Modernisierung unterzogen.

#### Öffentlicher Personennahverkehr
Die Verbindung Bodenburg–Bad Salzdetfurth–Wesseln–Groß Düngen–Hildesheim wird durch den Schienenpersonennahverkehr bedient. Die Verkehrsleistungen werden seit Dezember 2011 durch die NordWestBahn erbracht. Zum Fahrplanwechsel im Dezember 2021 wechselte der Betreiber erneut und es bedient das Unternehmen Start, ein Tochterunternehmen der Deutschen Bahn AG. Von Montag bis Sonntag besteht tagsüber ein Stundentakt. Zum Einsatz kommen Fahrzeuge des Typs LINT 41.
Die Ortsteile Heinde, Lechstedt und Listringen werden durch die Buslinie 2320 (Hildesheim–Holle) des Unternehmens Rizor bedient.
Der übrige Regionalbusverkehr im Stadtgebiet wird durch die Regionalverkehr Hildesheim (RVHI) betrieben. Im Stadtgebiet verlaufen die RVHI-Linien 41 (Bad Salzdetfurth–Bad Gandersheim), 42 (Hildesheim–Bad Salzdetfurth) und 411 (Bad Salzdetfurth/Bodenburg–Bockenem). Zum Einsatz kommen teilweise auch
Rufbusse. Die Busfahrpläne sind auf das Bahnangebot der Lammetalbahn abgestimmt. An den Haltepunkten Wesseln, Bad Salzdetfurth und Bodenburg wurden kombinierte Bus-/Bahnsteige eingerichtet.
In den Nächten zu Sams- und Sonntagen werden die meisten Ortsteile durch die „Nachtsbus“-Linien N6 und N7 mit Hildesheim verbunden.

#### Luftverkehr
Der nächstgelegene internationale Flughafen befindet sich bei Hannover. Weiterhin gibt es in Hildesheim einen Verkehrslandeplatz (für Flugzeuge bis 5,7 t). Im Ortsteil Wesseln befindet sich ein Segelfluggelände.

### Medien
Bad Salzdetfurth liegt im Verbreitungsgebiet der Hildesheimer Allgemeine Zeitung. Zudem wird im Stadtgebiet das kostenlose Anzeigenblatt RUBS (Rund um Bad Salzdetfurth) verteilt.

### Polizei
In Bad Salzdetfurth ist ein Polizeikommissariat ansässig, welches auch die Stadt Bockenem sowie die Gemeinden Lamspringe, Holle, Schellerten und Söhlde betreut.
Im Hotel Kronprinz (Unterstraße) existierte von 1945 bis 1946 eine Polizeischule in Bad Salzdetfurth; darüber hinaus war etwa zeitgleich eine Objektschutzschule der Polizei im Ort in Betrieb.

## Persönlichkeiten

### Söhne und Töchter der Stadt
- Heinrich Laudahn (1830–1900), Mediziner
- Rudolf Brüggemann (1860–nach 1935), Chemiker und Unternehmer
- Carl Huter (1861–1912), Begründer der Psychophysiognomik und Kallisophie
- Karl Meyer (1876–1957), Politiker, Mitglied des Preußischen Landtags
- Ulrike Rosenbach (* 1943), Künstlerin und Kunstprofessorin
- André-Dieter Gubernatis (* 1945), Generalmajor der Bundeswehr (Ortsteil Wehrstedt)
- Reiner Wegner (* 1950), Politiker (SPD), von 1994 bis 2003 Abgeordneter im Landtag von Niedersachsen
- Nike Tiecke (* 1994), Musicaldarstellerin

### Persönlichkeiten, die vor Ort gewirkt haben
- Joseph Müller (1894–1944), Priester und Märtyrer
- Gottfried von Cramm (1909–1976), Tennisspieler
- Hans Kolbe (1927–2013), Unternehmer (Fuba)
- Hans-Oiseau Kalkmann (* 1940), Bildhauer, Fotograf und Aktionskünstler
- Uwe Wolff (* 1955), Kulturwissenschaftler, Schriftsteller und Theologe
- Daniel Van Buyten (* 1978), Fußballspieler
- Katharina Schiller (* 1984), Schwimmerin

## Kurioses
- In der Sendung Schmidteinander las Moderator Harald Schmidt als Running Gag fiktive Leserbriefe einer Zuschauerin namens „Gabi aus Bad Salzdetfurth“ vor.
- Der „einsame Job“ des Hockelner „Schrankenwärters Laumann“ wurde im Jahr 2006 in der NDR-Satiresendung Extra 3 porträtiert.[50]
- Überregionale Bekanntheit erlangte die Stadt auch durch die örtliche Diskothek „Mobile“, die im Jahr 2003 geschlossen wurde.[51]
- Der Bad Salzdetfurther Bürger Ferdi Vette besang seine Heimatstadt mit selbst komponierten Stücken, u. a. mit dem Salzdetfurther „Kurwalzer“.